# Saetherolabis pectinata
Saetherolabis pectinata är en tvåvingeart som beskrevs av Andersen och Mendes 2007. Saetherolabis pectinata ingår i släktet Saetherolabis och familjen fjädermyggor. Inga underarter finns listade i Catalogue of Life.